# Tomoyuki Yoshino
Tomoyuki Yoshino (jap. 吉野 智行, Yoshino Tomoyuki; * 9. Juli 1980 in der Präfektur Kanagawa) ist ein ehemaliger japanischer Fußballspieler.

## Karriere
Yoshino erlernte das Fußballspielen in der Schulmannschaft der Narashino High School. Seinen ersten Vertrag unterschrieb er 1999 bei den Urawa Reds. Der Verein spielte in der höchsten Liga des Landes, der J1 League. Am Ende der Saison 1999 stieg der Verein in die J2 League ab. 2000 wurde er mit dem Verein Vizemeister der J2 League und stieg wieder in die J1 League auf. Für den Verein absolvierte er 28 Spiele. Im Mai 2002 wechselte er zum Zweitligisten Shonan Bellmare. Für den Verein absolvierte er 122 Spiele. 2006 wechselte er zum Ligakonkurrenten Yokohama FC. 2006 wurde er mit dem Verein Meister der J2 League und stieg in die J1 League auf. Für den Verein absolvierte er 35 Spiele. 2008 wechselte er zum Drittligisten Gainare Tottori. 2010 wurde er mit dem Verein Meister der Japan Football League und stieg in die J2 League auf. Für den Verein absolvierte er 127 Spiele. Ende 2013 beendete er seine Karriere als Fußballspieler.

## Erfolge
Urawa Reds
- J.League Cup

Finalist: 2002